# Zbigniew Mitzner

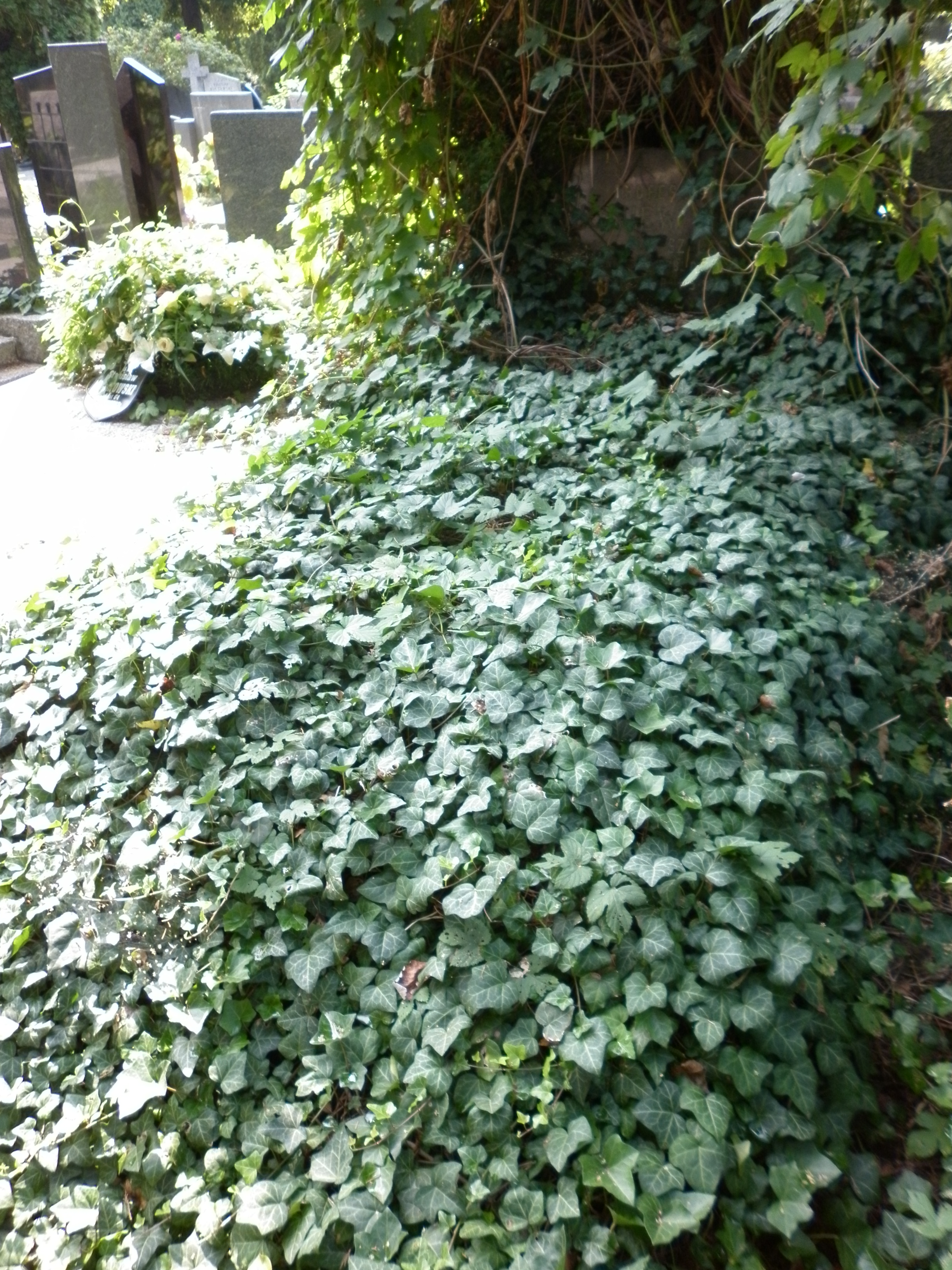
Grób Zbigniewa Mitznera na cmentarzu Wojskowym na Powązkach

Zbigniew Mitzner, ps. „Jan Szeląg” (ur. 14 lutego 1910 w Warszawie, zm. 3 grudnia 1968 tamże) – polski dziennikarz i satyryk.

## Życiorys
Urodził się 14 lutego 1910 w Warszawie, w rzemieślniczej rodzinie Emila. Ukończył studia prawnicze na Uniwersytecie Warszawskim.
Debiutował w roku 1928 na łamach „Robotnika”. Pisał także na łamach pisma „Płomienie”. Został członkiem Związku Niezależnej Młodzieży Socjalistycznej OMTUR. W 1930 wstąpił do Polskiej Partii Socjalistycznej. Publikował w czasopismach „Płomienie”, „Dziennik Ludowy”, „Echo Tygodnia”. W roku 1935 wraz z Erykiem Lipińskim założył tygodnik satyryczny „Szpilki”. W latach 1936–1938 piętnastokrotnie wytaczano mu procesy prasowe i trzy razy był skazywany na karę więzienia. Groziło mu uwięzienie w Berezie Kartuskiej.
Po wybuchu wojny znalazł się w Białymstoku, gdzie został aresztowany przez NKWD. Uwolniony dzięki staraniom Kazimierza Krukowskiego, przez Wilno, gdzie zetknął się z Czesławem Miłoszem, przedostał się do Warszawy. Uczestniczył w konspiracji. W okresie okupacji niemieckiej publikował w prasie podziemnej.
Po 1945 powrócił do zawodu dziennikarza. W latach 1945–1947 był redaktorem „Robotnika”. Od 1948 prowadził pracę dydaktyczną w szkole prawniczej im. Duracza, a w 1951 został wykładowcą na Wydziale Dziennikarstwa Uniwersytetu Warszawskiego, później dziekanem tego wydziału.
Oprócz felietonów w prasie opublikował wiele książek. W 1957 za nadmierny krytycyzm usunięto go z PZPR i otrzymał czteroletni zakaz publikacji. Gdy cofnięto mu zakaz (w 1961), publikował felietony interwencyjne, m.in. w warszawskiej „Kulturze”, „Kurierze Polskim”, „Kontynentach” i „Fundamentach”. Pośmiertnie ukazała się powieść z kluczem Zenit i nadir, napisana od listopada 1956 do lutego 1957 roku. Stanowiła ona rozliczenie okresu stalinizmu.
Był członkiem Stowarzyszenia Dziennikarzy Polskich, Związku Literatów Polskich oraz Polskiej Zjednoczonej Partii Robotniczej.
Pochowany na cmentarzu Wojskowym na Powązkach (kwatera A32-3-11).

## Życie prywatne
Trzykrotnie żonaty. Po raz pierwszy, w latach 1934–1938, z Anną Golde (1912–1943), po raz drugi z Wandą Więckowską (1912–1999), z którą miał córkę Krystynę (1939–1962), poetkę i malarkę. Jego trzecią żoną była Larysa z Zajączkowskich (1918–1987), pisarka, z którą miał syna Piotra (ur. 1955), teatrologa, poetę, eseistę, pisarza.

## Książki
- Wyprawy w przeszłość, Czytelnik, Warszawa 1953.
- Mroki dnia, Czytelnik, Warszawa 1963; kryminał.
- Tak i nie – wybór felietonów 1936–1966, Czytelnik, Warszawa 1966.
- 13 lat i 113 dni, Czytelnik, Warszawa 1968.
- Spotkania, Wydawnictwo Literackie, Kraków 1979 ISBN 83-08-00139-4.
- Zenit i nadir, Wyd. Adam Marszałek, Toruń 2006 ISBN 83-7441-238-0.

## Ordery i odznaczenia
- Krzyż Komandorski Orderu Odrodzenia Polski
- Krzyż Oficerski Orderu Odrodzenia Polski (31 lipca 1954)[3]
- Złoty Krzyż Zasługi
- Srebrny Krzyż Zasługi (27 kwietnia 1946)[4]
- Medal 10-lecia Polski Ludowej (12 stycznia 1955)[5]